# Pahorek u Vržanova
Pahorek u Vržanova je přírodní památka poblíž obce Kamenice v okrese Jihlava v nadmořské výšce 525–565 metrů. Oblast spravuje Krajský úřad Kraje Vysočina. Pahorek byl roku 1984 prohlášen za maloplošnou přírodní rezervaci. Důvodem ochrany je zachování subxerofilních travinných společenstev s celou škálou typických pastvinných druhů s výskytem jalovce obecného (Juniperus communis).